# موسیقی مزراحی
موسیقی مزراحی (به عبری: מוזיקה מזרחית) نوعی سبک موسیقی در کشور اسرائیل و به‌ویژه در موسیقی عبری است که در آن صدای ویولن و اسباب‌های ضربی مثل طبل و تمبک غالب‌تر از بقیه اسباب‌های موسیقی است.
این سبک موسیقی به وسیلهٔ یهودیان مزراحی و یهودیان شرقی‌تبار به اسرائیل وارد شد. در موسیقی مزراحی، ریشه‌هایی از موسیقی عربی، موسیقی ترکی و موسیقی یونانی وجود دارد.
موسیقی مزراحی در سال‌های ۱۹۹۰ میلادی، از طریق موسیقی عربی به موسیقی‌های دیگر کشورهای شرقی و همسایه راه یافت و محبوبیت جهانی پیدا کرد.